# Classe Strath
La classe Strath de chalutiers militaires a été construite d'après des spécifications de l'Amirauté britannique  pour adapter des plans de chalutiers civils au dragage de mines durant la Première Guerre mondiale pour la Royal Navy.

## Histoire
Cette classe Strath est plus petite que les classes Castle et Mersey. Elle fait aussi partie des  chalutiers de l'Amirauté (Admiralty class trawlers en anglais).